# Mykoła Turczynenko
Mykoła Iwanowycz Turczynenko (ukr. Микола Іванович Турчиненко, ros. Николай Иванович Турчиненко, Nikołaj Iwanowicz Turczinienko; ur. 23 kwietnia 1961 w Kalininskom, Kirgiska SRR, zm. 6 czerwca 2020) – kirgiski piłkarz pochodzenia ukraińskiego, grający na pozycji obrońcy.

## Kariera piłkarska

### Kariera klubowa
W 1979 rozpoczął karierę piłkarską w klubie Progres Zarafshon, skąd latem następnego roku przeszedł do Paxtakora Taszkent, który występował w Wysszej Lidze ZSRR. W latach 1984–1987 bronił barw Dinama Samarkanda. W 1988 został piłkarzem ukraińskiego klubu Tawrija Symferopol. W 1989 do lata grał w uzbeckim zespole Jeszlik Dżyzak, po czym powrócił do Tawrii Symferopol. 7 marca 1992 roku debiutował w Wyszczej Lidze w meczu z Torpedem Zaporoże (2:0). Latem 1993 opuścił krymski klub i przeniósł się do Nywy Winnica. Po zakończeniu sezonu 1993/94 przeszedł do drugoligowej Drużby Berdiańsk. Zimą 1995 powrócił do Wyszczej Lihi, gdzie grał w klubie Temp Szepietówka. Latem 1995 Temp spadł do Perszej Lihi i przez finansowe problemy połączony z Adwisem Chmielnicki. Dlatego powrócił do Drużby Berdiańsk, w którym zakończył karierę piłkarską. Po zakończeniu występów powrócił do Uzbekistanu.

## Sukcesy i odznaczenia

### Sukcesy klubowe
- mistrz Ukrainy: 1992

### Odznaczenia
- nagrodzony tytułem Mistrza Sportu Ukrainy: 1992